# Cynddylan ap Cyndrwyn
Cynddylan ap Cyndrwyn roi du Sud du Powys vers 640-655. 

## Biographie
Cynddylan, fils de Cyndrwyn ap Cynan, il règne sur le sud du royaume de Powys, et est mentionné pour la première fois en 642 lors de la bataille de Maserfield, lorsque Penda de Mercie combat et tue le roi Oswald de Northumbrie. 
Cynddylan demeure l'allié constant de Penda pendant tout son règne et il meurt à ses côtés en 655 lors de la bataille de la Winwæd contre Oswiu, le successeur d'Oswald. Le royaume de Mercie est alors supplanté par la Northumbrie et  Cynddylan perd la  partie est de ses domaines. Lorsque Wulfhere redonne son indépendance à la Mercie, il ne contracte pas d'alliance avec le Powys, dont l'est des territoires tombent aux mains des Angles. Selon la tradition, Cynddylan est réputé avoir été inhumé à Baschurch dans le North Shropshire.